# Extreme Volume II Live
Extreme Volume II Live —también conocido como Live Extreme, Vol. 2 o simplemente Extreme Volume II— es el segundo álbum en vivo de la banda estadounidense de heavy metal Racer X, publicado en 1992 por Shrapnel Records. Su grabación se llevó a cabo en el recinto The Country Club de Reseda (Los Ángeles) en 1988, en el marco de la gira promocional de Second Heat. Cabe señalar que tanto este disco como su antecesor Extreme Volume Live se registraron en el mismo recinto y con solo meses de diferencia. Al igual que el álbum en vivo anterior incluyó dos canciones que no se habían publicado anteriormente; «Poison Eyes» y «Give it to Me». A su vez, se incluyó una versión de «Detroit Rock City» de Kiss.

## Lista de canciones
| N.º | Título                                    | Escritor(es)                            | Duración |  |
| 1.  | «Hammer Away»                             | Gilbert, Martin                         | 4:10     |  |
| 2.  | «Poison Eyes»                             | Gilbert, Martin, Bouillet               | 4:04     |  |
| 3.  | «Heart of a Lion» (cover de Judas Priest) | Rob Halford, K.K. Downing, Glenn Tipton | 4:36     |  |
| 4.  | «Moonage Daydream» (cover de David Bowie) | David Bowie                             | 3:17     |  |
| 5.  | «Sunlight Nights»                         | Gilbert, Martin, Bouillet               | 4:04     |  |
| 6.  | «Give It to Me»                           | Gilbert, Martin, Bouillet               | 3:07     |  |
| 7.  | «On the Loose»                            | Gilbert, Martin                         | 3:02     |  |
| 8.  | «Rock It»                                 | Gilbert, Martin                         | 5:10     |  |
| 9.  | «Detroit Rock City»                       | Paul Stanley, Bob Ezrin                 | 5:20     |  |

## Músicos
- Jeff Martin: voz
- Paul Gilbert: guitarra eléctrica
- Bruce Bouillet: guitarra eléctrica
- Juan Alderete: bajo
- Scott Travis: batería